# Nobelstudion
Nobelstudion är en populärvetenskaplig programserie i Sveriges Television från 2019.
Nobelstudion sändes i fyra avsnitt hösten 2019 i samband med utdelandet av årets Nobelpriser. Programledaren och forskaren Emma Frans förklarade och resonerade om forskningen för de aktuella priserna och samtalade med olika gäster.